# Лепиота
Лепио́та, или чешу́йница (лат. Lepiota) — род грибов семейства Шампиньоновые (Agaricaceae).

## Описание
- Шляпка в начале развития яйцевидной, затем колокольчатой, выпуклой и распростёртой формы, мучнистая или гладкая, с чешуйками чаще всего бурого цвета.
- Пластинки свободные, белого, кремового, жёлтого или пурпурового цвета.
- Ножка центральная, с чешуйчатой или голой поверхностью, с кольцом, его остатками или без них.
- Споровый порошок белого или грязно-бурого цвета. Споры миндалевидной, веретеновидной или яйцевидной формы.
- Некоторые виды съедобны, некоторые ядовиты.

### Экология
- Большинство видов — сапротрофы.

## Виды
- Lepiota adusta (E. Horak) E. Horak, 1980
- Lepiota alopochroa (Berk. & Broome) Sacc., 1887
- Lepiota aspera (Pers.) Quél., 1886 — Лепиота шероховатая
- Lepiota bickhamensis P.D. Orton, 1984
- Lepiota boertmannii Knudsen, 1980
- Lepiota boudieri Bres., 1885
- Lepiota brunneoincarnata Chodat & C. Martín, 1889 — Лепиота коричнево-красная
- Lepiota brunneolilacea Bon & Boiffard, 1972
- Lepiota calcarata (E. Horak) E. Horak, 1980
- Lepiota calcicola Knudsen, 1980
- Lepiota carinii Bres., 1929
- Lepiota castanea Quél., 1881 — Лепиота каштановая
- Lepiota cingulum Kelderman, 1994
- Lepiota citrophylla (Berk. & Broome) Sacc., 1887 — Лепиота жёлтопластинковая
- Lepiota clypeolaria (Bull.) P. Kumm., 1871 — Лепиота шерстистообутая
- Lepiota coxheadii P.D. Orton, 1984
- Lepiota cristata (Bolton) P. Kumm., 1871 — Лепиота гребенчатая
- Lepiota cystophoroides Joss. & Riousset, 1972
- Lepiota echinacea J.E. Lange, 1940 — Лепиота шиповатая
- Lepiota echinella Quél. & G.E. Bernard, 1888 — Лепиота щетиночковая
- Lepiota efibulis Knudsen, 1981
- Lepiota erminea (Fr.) Gillet, 1874 — Лепиота горностаевая
- Lepiota exstructa (Berk.) Sacc., 1887
- Lepiota felina (Pers.) P. Karst., 1879 — Лепиота кошачья
- Lepiota forquignonii Quél., 1885
- Lepiota fuscovinacea F.H. Møller & J.E. Lange, 1940
- Lepiota grangei (Eyre) J.E. Lange, 1935
- Lepiota griseovirens Maire, 1928
- Lepiota helveola Bres., 1882 — Лепиота ядовитая
- Lepiota hymenoderma D.A. Reid, 1966
- Lepiota hystrix F.H. Møller & J.E. Lange, 1940 — Лепиота щетинистая
- Lepiota ignivolvata Bousset & Joss. ex Joss., 1948
- Lepiota jacobi Vellinga & Knudsen, 1992
- Lepiota lateritiopurpurea Lar.N. Vassiljeva, 1973 — Лепиота кирпично-пурпуровая
- Lepiota lilacea Bres., 1892 — Лепиота сиреневая
- Lepiota locquinii Bon, 1985
- Lepiota magnispora Murrill, 1912 — Лепиота вздутоспоровая
- Lepiota medullata (Fr.) Quél., 1872
- Lepiota mesomorpha (Bull.) Gillet, 1874
- Lepiota metulispora (Berk. & Broome) Sacc., 1887 — Лепиота заострённоспоровая
- Lepiota micropholis (Berk. & Broome) Sacc., 1887
- Lepiota neophana Morgan, 1906 — Лепиота тканеносная
- Lepiota nigromarginata Massee, 1902
- Lepiota obscura (Locq. ex Bon) Bon, 1958
- Lepiota ochraceofulva P.D. Orton, 1960
- Lepiota oreadiformis Velen., 1920
- Lepiota parvannulata (Lasch) Gillet, 1874
- Lepiota perplexa Knudsen, 1981
- Lepiota phlyctaenodes (Berk. & Broome) Sacc., 1887
- Lepiota pseudoasperula (Knudsen) Knudsen, 1980
- Lepiota pseudofelina J.E. Lange, 1940 — Лепиота ложнокошачья
- Lepiota pseudolilacea Huijsman, 1947 — Лепиота буро-серая
- Lepiota purpurata (G. Stev.) E. Horak, 1980
- Lepiota rubella Bres., 1890
- Lepiota rufipes Morgan, 1906 — Лепиота буроножковая
- Lepiota subalba Kühner ex P. D. Orton, 1960 — Лепиота беловатая
- Lepiota subgracilis Wasser, 1978
- Lepiota subincarnata J.E. Lange, 1940 — Лепиота инкарнатная
- Lepiota tomentella J.E. Lange, 1923 — Лепиота войлочненькая
- Lepiota virescens (Speg.) Morgan, 1906 — Лепиота зеленеющая
- Lepiota xanthophylla P.D. Orton, 1960